# Franse parlementsverkiezingen 1869
De Franse parlementsverkiezingen van 1869 voor het Wetgevend Lichaam vonden plaats in twee rondes op 23 mei en 6 juni 1869. De meerderheid van de 7,79 miljoen mannelijke kiesgerechtigden stemden op de bonapartistische kandidaten, hoewel een grote groep kiezers ook op oppositiekandidaten (republikeinen en liberalen) stemde. Dankzij het districtenstelsel verkregen de bonapartisten echter een absolute meerderheid in het Wetgevend Lichaam.
- Kiesgerechtigden: 7,79 miljoen mannen
- Regeringsgezinde kandidaten: 4,44 miljoen stemmen
- Oppositie:[1] 3,35 miljoen stemmen

Samenstelling van het 292 leden tellende Wetgevend Lichaam:
- Bonapartisten: 217
- Oppositie: 75

| Parlementaire groepering  | Zetels |
| ------------------------- | ------ |
| Liberale Bonapartisten    | 120    |
| Autoritaire Bonapartisten | 92     |
| Legitimisten              | 41     |
| Republikeinen             | 30     |
| Anderen                   | 12     |
| Totaal                    | 295    |